# São João do Ivaí
São João do Ivaí é um município brasileiro do estado do Paraná. Sua população, conforme estimativas do IBGE de 2021, era de 9 897 habitantes.

## História
No inicio do século XVI, a região do Ivaí, onde se localiza atualmente o Município de São João do Ivaí, foi a primeira no Estado a ser visitada, conhecida e explorada pelos bandeirantes e, posteriormente pelos jesuítas da Companhia “Quinta Vicentinhos”.
As penetrações no sertão aconteceram através do famoso “Caminho de Peabiru” ou caminho de São Tomé, e pela navegação através dos rios Piquirí e Ivaí. Em 1760 partiu de Curitiba a Expedição de Estevão Ribeiro de Baião, composta por 75 homens, esta descobriu a região que passou a ser chamada de “Campos de Mourão”. A região recebeu esta denominação em homenagem ao governador-geral da capitania Dr. Luiz Antonio de Souza Botelho Mourão.
De 1760 até 1912 a região ostentava matas bravas e espaçadas trilhas, sinais das primeiras famílias que se embrenharam no sertão bruto. A fase de povoamento da região foi iniciada em 1930, sendo que de 1912 até esta data, apesar das entradas de bandeirantes e viajantes além das penetrações de exploradores, o sertão não recebeu nenhum influxo ou plano colonizador, surgindo apenas, de longo em longo, arraiais, pousadas ou pequenas povoações.
A entrada dos primeiros moradores para a colonização de São João do Ivaí se deu em 1945. Eram pessoas entusiasmadas que logo começaram a desbravar a região, abrindo picadas e clareiras. Em 1948, Sr. Orozimbo Martins instalou uma pequena venda onde se localiza a Praça Duque de Caxias. Nesta venda as pessoas encontravam de tudo, desde tecidos e remédios até o banco que fornecia crédito aos moradores da região. Por ser um ponto de encontro, a venda de Orozimbo tornou-se o centro das decisões comunitárias. Foi ali que se decidiu criar um espaço para uma praça, onde foi erguido um cruzeiro, que hoje é a Praça Duque de Caxias.
Foi em 13 de maio de 1948, que ao pé do cruzeiro, foi realizado o primeiro terço pelo capelão Sebastião Curitibano. Para homenagear São João Batista, deram o nome ao lugarejo de São João. Neste ano de 1948 houve o crescimento de construções e no número de vendas.
Em dezembro de 1948, foi construída uma capela onde foi realizada a primeira missa, pelo Padre João Coling, que vinha de Pitanga. Casamentos e batizados eram celebrados em Guarita, hoje distrito de Lunardelli.
Em 1950 o lugarejo já tinha cemitério e uma trilha foi aberta para ligar São João do Ivaí a São Pedro do Ivaí. Ainda nesta época o rio só podia ser atravessado de canoa.
Somente em 1951 foi estabelecido o serviço de travessia atendido por balsa, com inicio no porto Laranjeira Doce, depois Porto São João. Neste mesmo ano surge a primeira escola, sendo a Sra. Jovita Cruz a primeira professora.
Em 1954, José Martins Vieira, mais conhecido por Bisco Vieira, comprou os direitos territoriais de Orozimbo Martins. Querendo homenagear sua mãe, o Bisco Vieira mudou o nome do lugarejo para São João da Ocalina, o que descontentou a população.
Por sua iniciativa foi instalada a primeira madeireira que deu oportunidade ao desenvolvimento de várias construções. Anos depois chegaria a região Durval Costa, vindo de Batatais, que após comprar os direitos territoriais do patrimônio, implantou grandes melhorias, tais como: máquina de beneficiamento de café e um gerador de energia, doou terrenos para construção de Igrejas, escolas e estádio de futebol. Por sua iniciativa, através de um trabalho junto aos comerciantes, conseguiu a instalação de uma agência do Banco de Crédito Rural de Ivaiporã Sociedade Cooperativa. Além de todos estes benefícios, foi também por sua iniciativa que o nome do patrimônio voltou a ser São João, que até então pertencia ao município de Manoel Ribas, passando em 1962 para o município de Ivaiporã.
Com a Lei nº 4859 de 28 de Abril de 1964, foi elevado à categoria de distrito, pertencente ao município de Ivaiporã e recebendo o nome de São João do Ivaí.
Em 26 de junho de 1964, de acordo com a Lei nº 4859, com a ajuda do deputado João de Mattos Leão, junto ao governador do Estado General Ney Amintas de Barros Braga, São João do Ivaí  foi elevado à categoria de município, se desmembrando de Ivaiporã. A instalação da sede e da Câmara Municipal se deu a 20 de Dezembro de 1964, com o domicílio fiscal à Avenida Curitiba e nesta data foi eleito Acyr Leonardi, como primeiro Prefeito Municipal. Em 11 de maio de 1978 o Município de São João do Ivaí tornou-se Comarca.
Criação dos Distritos do Município
Lei Municipal n°5.530 de 20 de fevereiro de 1967 -  Cria no município de São João do Ivaí, o distrito administrativo e judiciário de Ubaúna, com sede na localidade do mesmo nome.
Lei Municipal nº 6915 de 02 de setembro de 1977 - Cria no município de São João do Ivaí, os distritos administrativos de Godoy Moreira, Santa Luzia da Alvorada e Luar.
Lei Estadual nº 8947, de 05 de abril de 1989 - Cria o Município de Godoy Moreira, desmembrando do Município de São João do Ivaí.
O município possui três distritos (Ubaúna, Santa Luzia da Alvorada e Luar) em uma área de 353 km².

## Prefeitos e vice-prefeitos
- Acyr Leonardi/ Sebastião da C. C. Sobrinho (1964-1968)
- Jacinto Mandelli/ Clovis Bernini (1969-1972)
- Aparecido Bezerra Guedes/ Valdomiro B. Brosso (1973-1976)
- José Francisco de Queiroz/ José Elvira L. Filho (1977-1982)
- Sebastião Moraes/ Abílio Gasparotti (1983-1988)
- Ivens Simão/ Lindro Rodrigues (1988-1992)
- José Francisco de Queiroz/ Natael Emerenciano (1993-1996)
- Ivens Simão/ José Ênio Parallego (1997-2000)
- Ivens Simão/ Sebastião Moraes (2001-2004)
- Clóvis Bernini Júnior/ Edílson José Lopes (2005-2008 / 2009-2012)
- Fábio Hidek / Carla Emerenciano (2013-2016 / 2017-2020)
- Carla Emerenciano / Danilo Parpinelli (2021 - dias atuais)

## Geografia
Possui uma área é de 353,331 km² representando 0,1773 % do estado, 0,0627 % da região e 0,0042 % de todo o território brasileiro. Localiza-se a uma latitude 23°58'48" sul e a uma longitude 51°49'04" oeste, estando a uma altitude de 495 metros. 

### Demografia
Dados do Censo - 2000
População Total: 13.196
- Urbana: 9.368
- Rural: 3.828
- Homens: 6.549
- Mulheres: 6.647

Índice de Desenvolvimento Humano Municipal (IDH-M): 0,689
- IDH-Renda: 0,628
- IDH-Longevidade: 0,651
- IDH-Educação: 0,789

### Clima
Possui um clima subtropical úmido mesotérmico, com verões quentes e geadas pouco freqüentes, tendência de concentração de chuvas nos meses de verão, sem estação seca definitiva. As médias dos meses quentes são superiores a 22°C, e a dos meses mais frios é inferior a 13°C.

### Hidrografia
- Rio Ivaí,
- Rio Macaco,
- Rio Bulha,
- Rio Água Rica
- Rio Corumbataí

### Rodovias
- BR 369
- PR 082
- PR 650

## Administração
- Prefeito: Fabio Hidek Miura  (2017/2020)
- Vice-Prefeito: Carla Emerenciano